# 수리분류학
수량분류학(數量分類學, 영어: numerical taxonomy)은 생물의 형질을 수량으로 계수화하여 생물의 분류를 연구하는 분류학의 한 분야이다. 이는 전유사성에 따라 관찰한 모든 형질을 통해 생물을 분류한다.
수리분류학은 분류학 단위의 특성 상태에 따라 수치적 방법으로 그룹화하는 생물학적 체계의 분류 시스템이다. 속성에 대한 주관적인 평가보다는 클러스터 분석과 같은 수치 알고리즘을 사용하여 분류법을 만드는 것을 목표로 한다. 이 개념은 1963년 로버트 R. 소칼(Robert R. Sokal)과 피터 H. A. 스니스(Peter H. A. Sneath)에 의해 처음 개발되었으며 나중에 같은 저자에 의해 정교화되었다. 그들은 이 분야를 전체적인 유사성의 패턴에 따라 분류가 이루어지는 표현학(phenetics)과 분류군의 추정된 진화 역사의 분기 패턴에 기초하여 분류가 이루어지는 분지학(cladistics)으로 나누었다. 최근에는 많은 저자들이 저자들의 구별이 있음에도 불구하고 수치 분류학과 표현학을 동의어로 취급한다.
객관적인 방법으로 의도되었지만 실제로 특성의 선택과 암묵적 또는 명시적 가중치는 이용 가능한 데이터와 조사자의 연구 관심 사항에 의해 영향을 받는다. 객관적인 것은 데이터의 주관적인 합성보다는 수치적 방법을 사용하여 덴드로그램과 분기도를 생성하는 데 사용되는 명시적인 단계를 도입한 것이다.

## 같이 보기
- 분류학